# Feldhockey-Bundesliga 2024/25 (Damen)
Die Saison 2024/25 der Feldhockey-Bundesliga der Damen begann am 6. September 2024. Der Spielmodus umfasst eine Hinrunde und Rückrunde, Playoffs und Abstiegsspiele. Die Endrunde fand gemeinsam mit den Herren am 30. Mai und 1. Juni 2025 in Krefeld statt.
Die Damenmannschaft des Harvestehuder THC gewann den Meistertitel nach einem Finalsieg über den Düsseldorfer HC.

## Hauptrunde
Vor der Saison 2024/25 wurde der Spielmodus bezüglich der Rückrunde angepasst, die wieder 11 Spiele umfasst und damit auf die getrennten Staffeln A und B verzichtet.
Legende:

(M) Deutscher Meister 2024

(N) Aufsteiger aus der 2. Bundesliga

 Playoff-Qualifikation

 Playdowns

### Tabelle
| Platz | Club                   | Spiele | S  | SnP | U  | N  | Tore  | Punkte |
| ----- | ---------------------- | ------ | -- | --- | -- | -- | ----- | ------ |
| 1.    | Mannheimer HC          | 22     | 20 | 1   | 1  | 1  | 67:17 | 62     |
| 2.    | Düsseldorfer HC        | 22     | 18 | 0   | 0  | 4  | 60:30 | 54     |
| 3.    | Der Club an der Alster | 22     | 14 | 1   | 4  | 4  | 48:28 | 47     |
| 4.    | KTHC Stadion Rot-Weiss | 22     | 11 | 5   | 6  | 5  | 43:25 | 44     |
| 5.    | Harvestehuder THC      | 22     | 11 | 4   | 6  | 5  | 42:24 | 43     |
| 6.    | Großflottbeker THGC    | 22     | 8  | 2   | 4  | 10 | 34:33 | 30     |
| 7.    | Berliner HC            | 22     | 7  | 1   | 3  | 12 | 29:44 | 25     |
| 8.    | UHC Hamburg            | 22     | 4  | 4   | 8  | 10 | 23:37 | 24     |
| 9.    | Münchner SC            | 22     | 3  | 4   | 10 | 9  | 22:35 | 23     |
| 10.   | Bremer HC              | 22     | 3  | 2   | 7  | 12 | 35:58 | 18     |
| 11.   | TSV Mannheim           | 22     | 4  | 1   | 4  | 14 | 20:51 | 17     |
| 12.   | Zehlendorfer Wespen    | 22     | 0  | 4   | 5  | 17 | 22:63 | 9      |

Stand zum Ende Hauptrunde

### Beste Torschützen
| Spieler            | Mannschaft      | Spiele | Tore |
| ------------------ | --------------- | ------ | ---- |
| Stine Kurz         | Mannheimer HC   | 25     | 18   |
| Lisa Nolte         | Düsseldorfer HC | 26     | 18   |
| Nike Rühr          | RW Köln         | 12     | 13   |
| Lena Frerichs      | Bremer HC       | 24     | 12   |
| Aina Lilly Kresken | Mannheimer HC   | 24     | 11   |

## Endrunde

### Viertelfinale
Die Viertelfinalrunde wurde an den Wochenenden 17./18. Mai und 24./25. Mai 2025 gemeinsam mit den Herren ausgetragen. Ins Finale zieht jeweils die Mannschaft ein, die zuerst zwei Spiele für sich entscheiden kann. Sollte es keinen Sieger nach der regulären Spielzeit geben, gibt es einen Shoot-Out-Wettbewerb (Penalty-Schießen).
|                                            | Hinspiel             | Rückspiel | 3. Spiel             |
| ------------------------------------------ | -------------------- | --------- | -------------------- |
| Uhlenhorster HC – Mannheimer HC            | 0:6 (0:3)            | 0:2 (0:1) | –                    |
| Harvestehuder THC – KTHC Stadion Rot-Weiss | 2:1 (1:1)            | 3:0 (2:0) | –                    |
| Berliner HC – Düsseldorfer HC              | 4:5 n. P. (0:1, 1:1) | 2:3 (2:2) | –                    |
| Großflottbeker THGC – Club an der Alster   | 1:0 (0:0)            | 0:1 (0:1) | 3:2 n. P. (0:1, 1:1) |

### Final Four
Die Endrunde wurde am Wochenende 31. Mai und 1. Juni 2025 in Krefeld auf der Gerd-Wellen-Hockeyanlage des Crefelder HTC gemeinsam mit den Herren ausgetragen. Sollte es keinen Sieger nach der regulären Spielzeit geben, gibt es einen Shoot-Out-Wettbewerb (Penalty-Schießen).
|  | Halbfinale | Halbfinale          | Halbfinale |  |  | Finale | Finale            | Finale |
|  |            |                     |            |  |  |        |                   |        |
|  |            |                     |            |  |  |        |                   |        |
|  | 1          | Mannheimer HC       | 0          |  |  |        |                   |        |
|  | 5          | Harvestehuder THC   | 1          |  |  |        |                   |        |
|  | (0:0)      | (0:0)               | (0:0)      |  |  | 5      | Harvestehuder THC | 2      |
|  |            |                     |            |  |  | 2      | Düsseldorfer HC   | 1      |
|  | 2          | Düsseldorfer HC     | 2          |  |  | (1:0)  | (1:0)             | (1:0)  |
|  | 6          | Großflottbeker THGC | 1          |  |  |        |                   |        |
|  | (0:0)      |                     |            |  |  |        |                   |        |

Aus den Viertelfinal-Paarungen qualifizierten sich der Mannheimer HC, Harvestehuder THC, Düsseldorfer HC und Großflottbeker THGC für das Final Four. Im Halbfinale besiegte der Harvestehuder THC den Ligaersten Mannheimer HC mit 1:0 durch einen Treffer von Katharina Kiefer. Mannheim verpasst damit sein fünftes DM-Endspiel in Folge. Im zweiten Halbfinale sah es zunächst nach einer Neuauflage des Endspiels von 1970 zwischen den beiden Hamburger Vereinen HTHC und Großflottbeker THGC aus. Flottbek führt im zweiten Halbfinale gegen den Titelverteidiger Düsseldorfer HC bis in die Schlussphase hinein 1:0. Ein später Doppelschlag des DHC zum 2:1-Sieg verhindert dies. Im Finale besiegte der Harvestehuder THC den Düsseldorfer HC mit 2:1 vor über 3000 Zuschauern und gewannen damit den 15. Meistertitel der Vereinsgeschichte.
| Deutscher Feldhockeymeister der Damen 2025 Harvestehuder THC | Kader: Rosa Krüger, Franziska Fischer, Toni Meister, Leni Fischer, Emilia Landshut, Merle Sophie Knobloch, Laura Saenger, Maxi Green, Katharina Becker, Fenja Poppe, Teresa Martin Pelegrina, Lene Bunjes, Clara Schäfers, Romy Riede, Daria Buchta, Katharina Kiefer, Maren Kiefer, Isabel von Gersum; Trainer: Tobias Jordan |

Die Hamburger Torhüterin Rosa Krüger wurde im Anschluss an das Endspiel als Most Valuable Player des Turniers ausgezeichnet und beendete anschließend ihre Karriere.

## Auf- und Abstieg

### Playdowns
|                                   | Spiel 1              | Spiel 2   | Spiel 3   |
| --------------------------------- | -------------------- | --------- | --------- |
| TSV Mannheim – Bremer HC          | 7:8 n. P. (0:1, 1:1) | 1:3 (0:0) | –         |
| Zehlendorfer Wespen – Münchner SC | 2:4 n. P. (1:0, 1:1) | 2:1 (1:1) | 1:2 (0:1) |

Absteiger in die 2. Bundesliga waren damit der TSV Mannheim und die Zehlendorfer Wespen.

### Aufstieg
Aufsteiger aus der 2. Bundesliga waren der Club Raffelberg (Nord) und der SC Frankfurt 1880 (Süd).